# Paratemnoides borneoensis
Espèce
Synonymes
- Paratemnus borneoensis Beier, 1932

Paratemnoides borneoensis est une espèce de pseudoscorpions de la famille des Atemnidae.

## Distribution
Cette espèce est endémique du Kalimantan en Indonésie.

## Étymologie
Son nom d'espèce, composé de borneo et du suffixe latin -ensis, « qui vit dans, qui habite », lui a été donné en référence au lieu de sa découverte, l'île de Bornéo.

## Publication originale
- Beier, 1932 : Revision der Atemnidae (Pseudoscorpionidea). Zoologische Jahrbücher, Abteilung für Systematik, Ökologie und Geographie der Tiere, vol. 62, p. 547-610.